# Migration humaine
| - Solde migratoire positif - Solde migratoire stable - Solde migratoire négatif - Pas de données |

Solde migratoire en 2016

Une migration humaine est un déplacement du lieu de vie d’individus. Les statistiques officielles évaluent entre 185 et 192 millions le nombre de migrants internationaux pour les années 2000, pour les personnes ayant quitté leur pays pour vivre et se fixer dans un autre pays pour au moins un an. Il mesure un stock et comprend la migration volontaire et la migration forcée. Les migrations internes aux pays sont également en augmentation, mais on parle alors plutôt de déplacements de populations (qui sont également volontaires ou forcés).
Les statistiques montrent que les très grandes vagues migratoires ont récemment diminué, au profit d'une tendance à l'immigration choisie favorable à l'exode des cerveaux et compétences des pays pauvres, au détriment de ces derniers. Les caractéristiques du phénomène migratoire actuel sont la diversification des pays de provenance et de destination, ainsi que les formes prises par la migration. Les démographes considèrent que les migrations seront une importante variable d'ajustement d'ici 2050, échéance à laquelle 2 ou 3 milliards d'individus supplémentaires sont attendus sur la planète, alors que les effets des modifications climatiques se feront probablement déjà sentir et que certaines zones ne pourront plus nourrir une population supplémentaire.
Sur le plan économique, l'effet des migrations est globalement bénéfique, : en 2015, alors que les migrants représentaient 3,3 % de la population mondiale, ils ont créé 9,4 % du PIB mondial. Les migrants ont un effet positif sur les finances publiques des pays d'accueil dans la mesure où ils payent plus d'impôts, de taxes et de cotisations qu'ils ne reçoivent d'aides sociales. Ils soutiennent la croissance économique, augmentent la productivité, contribuent au progrès technique et rajeunissent la population active des pays d'accueil,. À long terme, les migrants permettent une hausse du niveau de vie et une hausse des revenus dans les pays qui les reçoivent,,. Grâce aux remises, les migrants contribuent aussi à réduire la pauvreté et les inégalités dans leur pays d'origine. D'après Michael Clemens (docteur en économie d'Harvard) et le Centre for Global Development, une ouverture totale des frontières permettrait d'ajouter 78 000 milliards de dollars (USD) au PIB mondial,.
L'impact social des migrations est en revanche plus contrasté : l'association entre immigration et niveau de criminalité dans les pays d'accueil est ainsi sujette à débat. Des études montrent en effet que la corrélation de ces deux phénomènes est presque nulle à l'échelle globale, mais que cela cache de grandes disparités selon les régions, : en France par exemple, il y a deux fois plus d'étrangers parmi les personnes mises en cause dans une affaire de police (18 %) que dans la population globale (7 %) ; certains avancent des explications sociales ou discriminatoires à cette surreprésentation.

## Définition
Les flux migratoires sont classés selon leurs mobiles. On distingue notamment :
- les migrations économiques (déplacement de travailleurs) ;
- les migrations contraintes (fuite de persécutions, famines résultant souvent de guerres ; on parle aussi de conquête, d'invasion, d'exode, de colonisation…).

Pour l'ère post-industrielle, la migration correspond plutôt à un changement définitif de résidence, sauf pour le cas particulier des migrations saisonnières liées au phénomène des vacances.
On parle alors, selon le point de vue, d’émigration (sortie du pays d'origine) ou d'immigration (entrée dans le pays de destination). De la même manière, on désignera les personnes concernées sous plusieurs termes, qui permettent en outre de distinguer les étapes de migration : émigrant (celui qui quitte son pays), émigré (celui qui a quitté son pays), immigrant (celui qui entre dans son pays d'accueil), immigré (celui qui est installé dans son pays d'accueil), migrant (celui qui est en train de migrer).

## Typologie des migrations
La migration peut prendre diverses formes et avoir différentes causes.

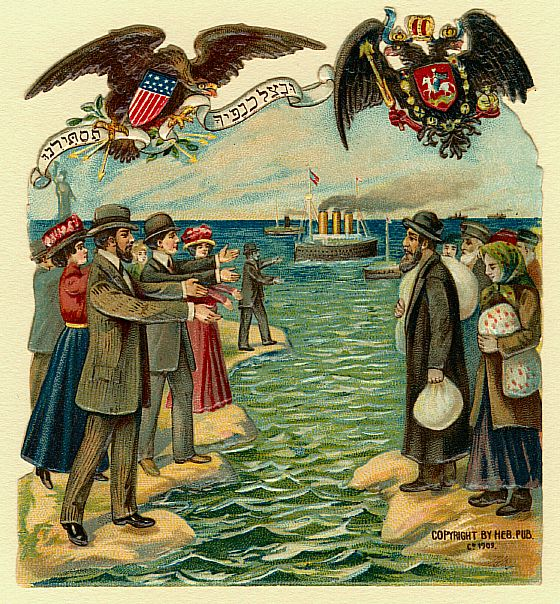
Carte de vœux de 1909 - les Juifs américains accueillent les émigrants de l’Empire russe.

### Migration de travail (économique)
La migration de travail est par nature difficile à évaluer compte tenu du manque de chiffres pour le secteur informel et des « clandestins ». Ces flux migratoires concernent environ 100 millions de personnes. Selon de récentes statistiques, les principaux foyers de migration de travail se trouveraient en Inde et au Canada qui ont des politiques d'accueil favorables à l'égard des populations. Elle n'est en général pas volontaire.

### Migration forcée
Les migrations forcées, c'est-à-dire non volontaires, peuvent concerner des populations entières chassées de leurs lieux de vie, fuyant des génocides ou déportées, par exemple lors de l'expulsion des Juifs d'Espagne ou d'ailleurs, des Arméniens et des Grecs d'Anatolie, des Allemands d'Europe de l'Est ou lors de la déportation des peuples en URSS. Il existe aussi des migrations forcées concernant une partie plus ou moins importante des populations souffrant de persécutions religieuses, politiques ou ethniques (réfugiés politiques), des effets des guerres internationales ou civiles (catastrophes humanitaires), des effets des désastres naturels ou industriels ou encore du changement climatique (réfugiés climatiques notamment). La multiplication des guerres, en particulier en Afrique noire, en Asie centrale et au Moyen-Orient, fait parfois vivre des générations entières dans des camps de réfugiés, souvent peu équipés pour accueillir ces populations. Aujourd'hui, près de 45 millions de personnes (25 millions de réfugiés et 20 millions de déplacés à l'intérieur de leurs propres frontières) ont été obligés de fuir leurs lieux d'habitation pour ces raisons.
Dans les familles contraintes de migrer, les enfants et adolescents, ainsi que les malades sont particulièrement vulnérables .

### Migration de contrainte (ou migration deréfugiés)

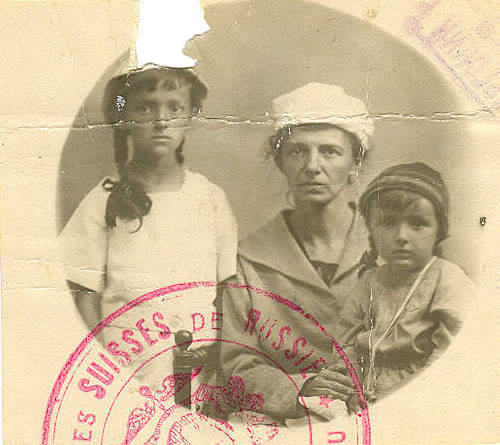
Fuite de Russie d'une mère et de ses enfants lors de la guerre civile russe, vers 1921.

Il s'agit de déplacements justifiés par des mobiles de contraintes : persécutions ethniques, religieuses, régimes politiques injustes, guerres civiles. 50 % d'entre eux concerneraient l'Afrique subsaharienne. Depuis plus de cent ans, une partie de l'exode rural peut être assimilé à une migration de contrainte, exacerbée par l'industrialisation de l'agriculture, même dans les pays riches. Pour être reconnu comme réfugié au sens de la Convention de 1951 relative au statut des réfugiés, l'individu requérant l'asile doit craindre d'être persécuté en raison de sa race, sa religion, sa nationalité, son appartenance à un certain groupe social ou en raison de ses opinions politiques, et pour ces raisons, il ne peut ni ne veut réclamer la protection de son pays de nationalité ou de résidence.

### Études

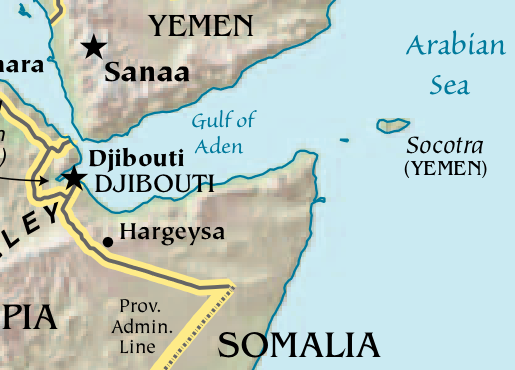
En 2008, plus de 50000 personnes ont traversé le golfe d'Aden vers le Yémen, selon le HCR, contre 29500 en 2007. Sur ces 50000 migrants, au moins 590 personnes se sont noyées et quelque 359 autres ont été portées disparues.

Il s’avère aujourd’hui que les flux d’étudiants sont organisés en vastes systèmes fortement polarisés. L’essentiel des échanges s’effectue alors d’un pays du Sud vers un pays du Nord. Toutefois, cette polarisation s'accompagne d'une extension des zones de recrutement (départ) et d'un élargissement des destinations. Ces flux migratoires se diversifient et se mondialisent au détriment des relations classiques de pays à pays. Les relations privilégiées qu’entretenait la France avec ses anciennes colonies par le biais de la coopération se sont estompées et modifient le rapport d’offre et de demande dans l’espace international et/ou mondial de l’enseignement supérieur. Ainsi la relation autrefois exclusive entre le Maroc et la France est-elle en train de s'effacer au profit de relations multiples avec différents pays d'Europe occidentale et d'Amérique du Nord.
Ces flux migratoires d’étudiants sont pour 88 % en direction des pays de l'OCDE. L'unilatéralisme des flux au sein des systèmes d'enseignements supérieurs mondiaux est la caractéristique principale de ce type de migration. Elle est constituée d'environ deux tiers d'étudiants en provenance des pays du Sud (non OCDE) dont la quasi-totalité étudie dans un pays du Nord (neuf étudiants sur dix). Ces données globales traduisent les inégalités en matière d'éducation entre « pays du Nord » et « pays du Sud ». Le quelque tiers d'étudiants étrangers restant sont issus des pays du Nord et effectuent principalement une expatriation vers d'autres pays du Nord. Dans ce cadre global, pour la période 1960-2000, les effectifs d'étudiants expatriés ont crû de 7 % annuellement. On estime cette population [UNESCO et OCDE] à près de 1,8 million en 2000. Cette croissance traduit bien l’émergence d’une nouvelle problématique au sein des migrations internationales. L'un des changements essentiels du paysage migratoire mondial tient au « renversement des flux migratoires », selon l'expression d'Alfred Sauvy, entre le Nord et le Sud, les pays du Sud alimentant désormais la majorité des flux de départ. Mais la mutation n'est pas seulement géographique, elle concerne aussi la composition des flux selon le sexe et l’origine sociale des étudiants, leur durée et leur signification.

### Travail saisonnier
De nombreux pays (Espagne, Italie, France en particulier, pour l'Europe, les États-Unis pour l'Amérique du Nord…) utilisent une abondante main-d’œuvre saisonnière étrangère au moment de la culture ou récolte manuelle de certains fruits ou légumes. Ces employés sont parfois mal logés, mal payés et avec une couverture sociale imparfaite ou inexistante, tout en étant plus exposés aux pesticides et à diverses affections.

## Migrations internationales post-industrielles

### Migrations au début duXXIesiècle
En 2005, le nombre de migrants dans le monde est estimé entre 185 et 192 millions, soit environ 2,9 % de la population mondiale. Ce chiffre masque les grandes disparités existantes entre les pays. 63 % des migrants résident dans les pays développés et 34 % dans les pays en développement. L'Amérique du Nord et l'Océanie comptent plus de 10 % de migrants. Alors qu'en Afrique, Amérique latine et Asie les migrants représentent moins de 2 % de la population totale de chaque région. Dans certains pays, les migrants représentent plus de 60 % de la population, c'est le cas d'Andorre, Émirats arabes unis, Guam, Macao, Monaco, Qatar et le Vatican.
48,6 % des migrants sont des femmes. La migration est concentrée sur un nombre restreint de pays d'accueil (55). 75 % des migrants internationaux sont dans 12 % des pays du monde. Les trois principaux pays d'accueil de migrants sont les États-Unis, la Russie et l'Allemagne. Les trois principaux pays d'origine des migrants sont la Chine, l'Inde et les Philippines. En 2022, les migrations internationales sont, de loin, largement dépassées par les migrations intérieures, bien plus importantes, en particulier, en Afrique, qui compte aussi de très fortes migrations entre les États africains.
En 1965, le nombre de migrants internationaux s'élevait à 75 millions. Au cours des quarante années suivantes, la croissance sera en continuelle augmentation. Rapportée à la population totale, la part des émigrés dans le monde qui était de 2,3 % en 1965 a d'abord diminué durant la première décennie pour ensuite augmenter du fait du ralentissement de la croissance démographique. En 2050, les démographes prévoient 230 millions de migrants pour une population totale de neuf milliards.
| Régions                       | Population totale (milliers) | Nombre de migrants (milliers) | %      | Réfugiés (milliers) |
| ----------------------------- | ---------------------------- | ----------------------------- | ------ | ------------------- |
| Pays développés               | 1 193 872                    | 104 119                       | 63     | 5 008               |
| Pays en développement         | 4 876 709                    | 70 662                        | 40,43  | 13 631              |
| (dont pays les moins avancés) | (667 757)                    | (10 458)                      | (5,98) | (6 551)             |
| Afrique                       | 795 671                      | 16 277                        | 9,31   | 6 060               |
| Asie                          | 3 679 737                    | 49 781                        | 28,48  | 8 450               |
| Europe                        | 727 986                      | 56 100                        | 32,09  | 5 649               |
| Amérique latine et Caraïbes   | 520 229                      | 5 944                         | 3,40   | 576                 |
| Amérique du Nord              | 315 915                      | 40 844                        | 23,37  | 1 051               |
| Océanie                       | 31 043                       | 5 835                         | 3,34   | 85                  |
| Monde                         | 7 070 581                    | 174 781                       | 100    | 21 871              |

## Théories de la migration
Les migrations ont souvent des causes multiples : économiques, politiques, climatiques. Dans certains pays, tels Maurice on observe une migration matrimoniale. L'exode correspond quant à lui à une migration massive forcée par les circonstances : situation de guerre, situation économique précaire ou encore famine.
Plusieurs modèles tentent d'expliquer les migrations volontaires, comme suit.

### Lois de Ravenstein
La première tentative de formalisation de la migration est à mettre au crédit de Ravenstein (1885). Il présente sept « lois » qui sont des faits stylisés tirés de l'analyse des données disponibles à l’époque :
1. La plupart des migrants n’effectuent qu’une migration de courte distance. Ceux qui effectuent une migration de longue distance vont de préférence dans des centres de commerce ou industriels ;
2. Il résulte alors un déplacement progressif de la population en direction des centres ;
3. Chaque flux migratoire produit un contre-flux compensatoire ;
4. Les personnes du milieu urbain migrent moins que celles du milieu rural ;
5. Les femmes sont mieux représentées dans les flux de courte durée ;
6. La migration augmente avec le développement de la technologie ;
7. Le principal motif des flux migratoires est le désir de l’homme d’améliorer son statut sur le plan matériel.

### La chaîne migratoire
La chaîne migratoire désigne l'aide apportée par des immigrés installés pour l'immigration de leurs proches candidats à la migration. Cette migration en chaîne explique le fait couramment observé que les immigrés d'une localité dans le pays d'accueil proviennent souvent d'une même localité dans le pays d'origine, voire d'une même famille élargie.
La notion a été développée par William J. Thomas et Florian Znaniecki dans l'ouvrage The Polish peasant in Europe and America (1918) et par Robert E. Park et par Herbert A. Miller dans Old world traits transplanted (1921).
On parle de « réseau migrant »  ou de « communauté de migrants » pour désigner plutôt les liens entre immigrés à plus long terme dans leur pays d'accueil. Ils peuvent être la continuation à long terme d'une chaîne migratoire initiale, mais cette dernière expression ne s'applique qu'à la temporalité courte de la migration elle-même.

### Modèles d'économie duale
Bien que développés pour décrire le processus de développement économique des pays en développement, les modèles d'économie duale peuvent servir à l'analyse de la migration. Selon l'approche dualiste, les économies se décomposent en deux secteurs : un secteur traditionnel et un secteur moderne. Le secteur traditionnel dispose d'un surplus de main-d'œuvre à l'origine d'une offre illimitée de travail. Le secteur moderne absorbe ce surplus en attirant la main-d’œuvre en offrant un salaire légèrement supérieur à la rémunération du secteur traditionnel (Lewis 1954, Ranis et Fei 1961).
Cette théorie prévoit donc un effet positif de la migration sur le secteur de départ en contribuant à réduire le chômage déguisé qui y prévaut et à égaliser les différences de rémunérations entre les secteurs. Le déterminant de la migration est le différentiel de rémunération entre le secteur traditionnel et le secteur moderne. Le flux migratoire perdure tant que ce différentiel n'est pas résorbé. Au niveau international, la migration de la force de travail est donc un facteur de convergence économique entre les pays.
L'observation empirique de périodes d'émigration accompagnées par du chômage ont mis à mal cette théorie, ce qui a conduit à l'émergence de nouveaux modèles dans les années 1970 (Todaro (1969) et Harris et Todaro (1970)).

### Approche probabiliste
Harris et Todaro, s'inspirant d'un article de Lee (1966), considère que la décision de migrer relève d’un choix rationnel qui prend en compte les avantages et les désavantages liés à la migration. La rentabilité de migrer ou non relève donc d'un calcul coûts-bénéfices. À partir d’un modèle d’économie duale, où le secteur agricole riche en main-d’œuvre s’oppose au secteur moderne relativement mieux doté en capital et bénéficiant d’une productivité plus élevée, ces deux économistes établissent les conditions de migration du secteur agricole (ou secteur traditionnel) vers le secteur moderne. Le choix de migrer dépend du différentiel de rémunération entre les deux secteurs.

### Théorie de la dépendance ou théorie du système mondial
La théorie néoclassique fut remise en cause dans les années 1970 par les théoriciens de la dépendance. Les économistes néomarxistes, notamment Singer, s'intéressaient particulièrement à l'exode rural. Le centre constitué des industries exploiterait la périphérie spécialisée dans l'agriculture. La migration n'est qu'un corollaire de la domination du centre sur la périphérie.

### Nouvelle économie des migrations de travail
Les analyses économiques classiques de la migration du travail souffrent de deux principales limites : l'aspect purement individuel de la migration et la présence obligatoire d'un gain espéré pour justifier la migration. Ces deux aspects ont été remis en cause par les travaux qui forment désormais ce qui est appelé la nouvelle économie de la migration du travail. Pour ce courant d'analyse, la migration repose sur un choix collectif fait par un groupe d'individus, souvent le ménage, dans une situation d'imperfections des marchés en raison de problèmes notamment d'ordre économique ou climatique. La famille avance l'argent nécessaire pour payer les coûts de la migration (visa, passeport, transports, installation…). De plus, la migration peut être une des stratégies qui s'offre au ménage afin de diversifier ses sources de revenus. L'agriculture dans les pays en développement est particulièrement risquée car bien souvent les paysans ne disposent pas de moyen de s'assurer contre les risques. Par exemple, une mauvaise récolte peut entraîner une baisse des revenus. Afin de limiter les risques, un ménage peut choisir d'envoyer un membre du ménage à l'étranger. Les revenus de ce dernier dont une partie sera reversée au ménage sous forme de transferts d'argent, qui sont considérés par le gouvernement comme des revenus à l'émigration calculés dans le PIB, feront office d'assurance informelle. La migration n'est plus déterminée par les écarts de revenus comme dans les théories précédentes, mais par une logique de diversification des revenus et d'assurance afin de lutter contre les imperfections de marché et de l'incertitude.

### La théorie unificatrice de l'osmose
Les théories de la migration appartiennent généralement à la géographie, la sociologie ou l'économie, en plus, elles expliquent la migration durant des périodes et des espaces précis. La théorie de l'osmose fournit une explication globale pour la migration humaine. Djelti (2017a) s'est reposé sur l'histoire de la migration humaine pour étudier l'évolution de ses déterminants naturels. La migration humaine est composée selon cette théorie de deux grande périodes : la migration simple et la migration compliquée. La migration simple se compose à son tour de trois sous-périodes : la diffusion, la stabilisation et la concentration. Durant ces sous-périodes les déterminants naturels de la migration humaine ont évolué : la disponibilité d'eau, le climat adéquat, la sécurité et la densité de la population. La période de la migration compliquée, représentée par une évolution rapide, est caractérisé par nombreux sous déterminants (revenu, chômage, réseaux, politiques migratoires, etc.). La théorie de l'osmose (Djelti, 2017b) explique analogiquement la migration humaine par le phénomène biophysique de l'osmose. La théorie représente les pays par les cellules, les frontières par les membranes semi-perméable et les humains par les ions d'eau. Comme le phénomène d'osmose, la théorie prédit que les humains migrent du pays avec une pression migratoire faible vers le pays avec une forte pression migratoire à travers la membrane semi-perméable. Afin de calculer la pression migratoire, les déterminants naturels de la migration humaine ont remplacé les variables du second principe de la thermodynamique utilisés pour calculer la pression osmotique.

## Organisation de l'émigration
Les formes d'aides à l'émigration sont diverses et variées : famille, amis, communauté villageoise, diaspora, passeurs, agence privée de placement international, associations de migrants…
Les États peuvent jouer un rôle important pour encourager ou décourager les flux migratoires, pour des raisons de nature économique et/ou politique.

### Restrictions à l'émigration

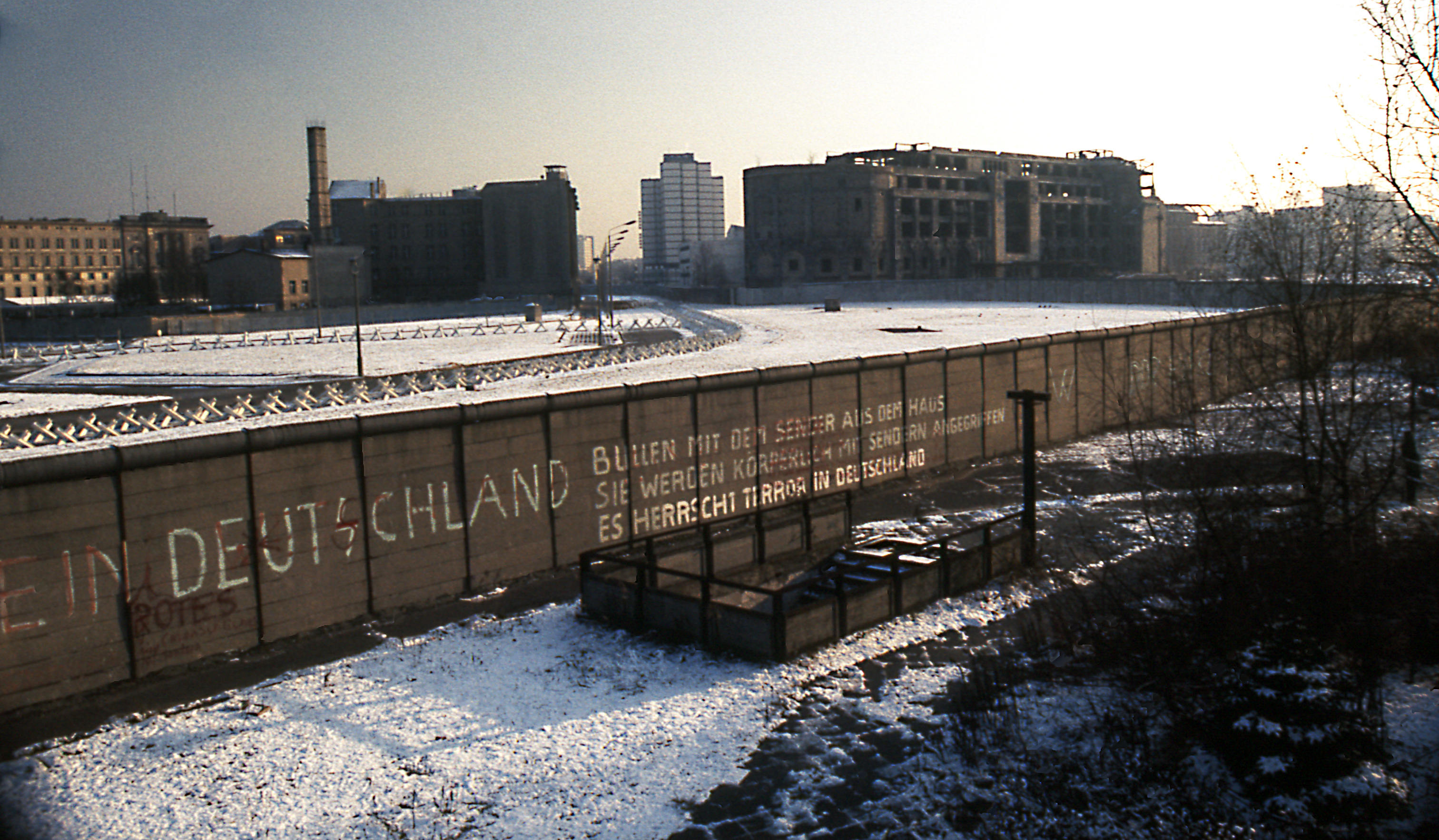
En 1961, les autorités d'Allemagne de l'Est bâtissent le mur de Berlin pour empêcher l'émigration vers l'Ouest.

Certains pays restreignent les possibilités d'émigration vers d'autres pays. Après 1668, l'empereur de la Dynastie Qing interdit aux Chinois hans de migrer en Mandchourie. En 1681, l'empereur ordonne la construction de la palissade des saules, limite physique que les Chinois n'ont pas le droit de franchir pour se rendre sur les terres mandchoues et mongoles.
Des siècles plus tard, les républiques socialistes soviétiques de l'URSS imposent des restrictions à partir de 1918 : avec la promulgation de lois et la surveillance accrue aux frontières, l'émigration est devenue pratiquement impossible en 1928. Pour renforcer ce contrôle, le pouvoir instaure un système de passeports et de permis de résidence qui, en conjonction avec les limitations internes sur la liberté de circulation (souvent surnommées le cent unième kilomètre), encadrent strictement les déplacements, même à l'intérieur de zones réduites.
À la fin de la Seconde Guerre mondiale en 1945, l'URSS occupe plusieurs pays d'Europe centrale et orientale, qui prennent collectivement le nom de bloc de l'Est ; la plupart des habitants de ces territoires aspiraient alors à l'indépendance et souhaitaient le départ des soviétiques. Avant l'année 1950, dans les cinq années qui suivent immédiatement la guerre, plus de 15 millions de personnes avaient quitté les secteurs sous occupation soviétique pour émigrer dans le bloc de l'Ouest. Au début des années 1950, les méthodes soviétiques pour contrôler la circulation des personnes sont imitées dans la plupart des pays du bloc de l'Est. Les restrictions instaurées dans ce bloc tarissent presque complètement l'émigration de l'Est vers l'Ouest de l'Europe : de 1950 à 1990, les migrations recensées représentent 13,3 millions de départs. Néanmoins; cette surveillance comportait une « brèche » : chaque année, des centaines de milliers d'Est-Allemands quittaient le pays vers l'Allemagne de l'Ouest via la frontière poreuse de Berlin, où les quatre puissance occupantes à l'issue de la guerre sont responsables de la circulation des personnes. Cette émigration provoque une fuite des cerveaux massive au détriment de l'Allemagne de l'Est car de jeunes travailleurs qualifiés quittent la RDA ; en 1961, près de 20 % de la population Est-Allemande avait émigré vers la RFA. En 1961, la RDA bâtit une clôture en fil de fer barbelé, qui est ensuite développée pour devenir le mur de Berlin, ce qui a pour effet de colmater la « brèche ». En 1989, le mur de Berlin est démantelé, processus qui aboutit à la réunification allemande puis, dans les deux années qui suivent, la dislocation de l'URSS.
Au début des années 1950, les méthodes soviétiques de contrôle sur la circulation internationale sont aussi imitées en Chine, en Mongolie et en Corée du Nord. La Corée du Nord conserve des limites restreintes sur l'émigration et ses législations en la matière sont parmi les plus strictes du monde, même si quelques Nord-Coréens parviennent encore à émigrer illégalement en Chine. D'autres pays ont, à un moment de leur histoire, imposé des limitations strictes à l'émigration : l'Angola, l'Égypte, l'Éthiopie, le Mozambique, la Somalie, l'Afghanistan, la Birmanie, le Kampuchéa démocratique (Cambodge entre 1975 et 1979), le Laos, le Nord Viêt Nam, l'Irak, le Sud Yémen et Cuba.

## Effets de la migration

### Les aspects démographiques des migrations
Notion de surpeuplement relatif, en rapport avec un mode de production, de mise en valeur, et une croissance démographique. Peut être au point de départ de mouvements migratoires. (exemples historiques) Transition démographique. Théorie démographique, induisant un déséquilibre démographique liée à l'accroissement naturel. En conséquence déclenchement de migrations, notamment l'urbanisation (la transition démographique liée historiquement à un développement industriel et une crise rurale). Le décalage historique de la transition démographique déclenche les phénomènes migratoires de manière différenciée. D'autant que même pour les pays ayant terminé leur transition démographique, ils peuvent se positionner par rapport aux flux, cette fois-ci comme pays d'accueil.

### Les aspects économiques des migrations
Les migrations humaines ont un effet sur les économies des pays de départ, puisque les transferts financiers organisés par les migrants peuvent être de grande ampleur.

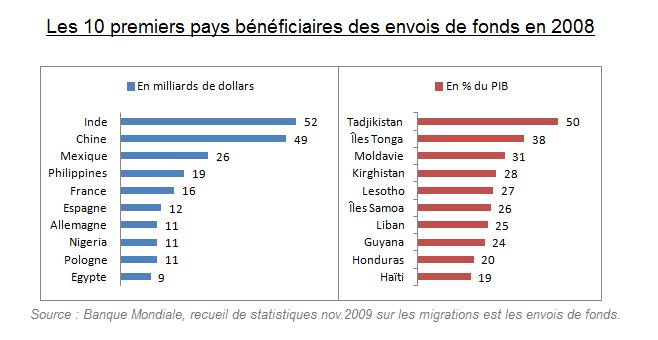
Top 10 des pays les plus affectés par les transferts financiers des migrants

### Le mouvement migratoire international, enjeux politiques et culturels
La politique migratoire comme constante et élément constitutif d'un État moderne, les États-Unis. Composition et mouvement historique, politiques et évolution. Les flux et reflux migratoires en Argentine. La migration comme outil social, politique et géographique, le Brésil ou l'Indonésie.

### Les réseaux migratoires et la société française
Les Kabyles, peuple des montagnes algériennes largement étudié par le sociologue français Pierre Bourdieu, sont plus frappée que d'autres en Algérie par le besoin migratoire. Accidents historiques, réfugiés, Arméniens, Espagnols. Une double migration les Français de l'Oranie, et le « rapatriement ».

### Fuite des cerveaux: frein au développement et stimulation de l'éducation
La fuite des cerveaux correspond à l'émigration des travailleurs qualifiés d'un pays. Elle a un impact négatif sur le pays de départ : baisse du potentiel de production, perte de l'investissement en formation… Cependant, il semble que l'émigration favoriserait l'éducation dans les pays d'origine. En effet, la perspective de pouvoir migrer inciterait les populations à étudier même si elles n'ont pas la certitude de pouvoir partir. Cette fuite a donc deux effets : l'un incitatif (hausse de l'éducation) et l'autre dit de fuite (perte de travailleurs qualifiés). Du point de vue du pays d'accueil, l'arrivée de travailleurs qualifiés favorise le développement.

### XXesiècle
L'immigration a eu un impact positif sur les pays européens, notamment en France durant la reconstruction d'après-guerre (voir aussi article : Trente glorieuses).
À la fin du XXe siècle à la suite notamment de la guerre du Kosovo, des réfugiés sont arrivés en France pour fuir les horreurs de la guerre (voir aussi : Centre d'hébergement et d'accueil d'urgence humanitaire de Sangatte).

### XXIesiècle

#### Immigration depuis l'été 2015
L'ancienne chancelière allemande Angela Merkel a été une fervente partisane de l'accueil des réfugiés avec sa politique d'ouverture des frontières, symbolisée par le slogan Wir schaffen das (nous arriverons en allemand). Cette politique a pris effet le 31 août 2015 (trois jours avant la mort d'Alan Kurdi). Cependant, Angela Merkel a renié en partie ce slogan par la suite,.
Le Premier Ministre hongrois Viktor Orbán a pris le parti de la fermeture des frontières, en faisant ériger un mur au niveau de celle-ci le 17 juin 2015, la Barrière frontalière hongroise. Ce mur a pour but selon lui d'empêcher les migrants illégaux de rentrer en Hongrie. 
La candidature de Donald Trump, commencée le 16 juin 2015, est révélatrice de cette fracture entre partisans et opposants à l'accueil des réfugiés.

#### Arrivée du Covid 19 et régulation de la circulation des personnes dans l'UE
L'arrivée du Coronavirus à partir de la rentrée 2019, et plus précisément en janvier 2020, a remis en cause la circulation des personnes et des biens (voir aussi : Passe sanitaire français et Couvre-feux de 2020-2021 en France).

#### Guerre en Ukraine
L'invasion de l'Ukraine par la Russie commencée le 24 février 2022 par le président russe Vladimir Poutine a provoqué une nouvelle crise migratoire en Europe.

#### Dispersion et répartition des migrants pour les jeux olympiques de 2024
Dans le cadre de la préparation aux Jeux olympiques d'été de 2024 en France, le président français Emmanuel Macron a proposé un projet de loi visant à disperser les réfugiés et les sans-abri dans les campagnes françaises,,. À Réalmont, puis à Saint-Brevin-les-Pins, villages concernés par le programme, ce potentiel projet de loi a suscité des oppositions et des craintes venant notamment de l'extrême droite, et relayées sur Internet notamment par Riposte laïque. Ces craintes sont jugées infondées par la nouvelle maire de la ville de Saint-Brevin-les-Pins, Dorothée Pacaud, qui soutient le Cada dans la commune.

#### Naufrage de juin 2023
Plus récemment, le naufrage de l'Adrianna en Messénie en 2023 relance la question de l'accueil des réfugiés notamment sur le sol français voire européen.

### Effets de l'immigration sur la santé des migrants
L'European Public Health Association, soutenue par la Société Française de Santé Publique a fait une déclaration sur les migrations, l'appartenance ethnique et la santé, publiée à l'occasion du 1er congrès mondial « Migration, Ethnicity and Health » d'Edimbourg, qui s'est tenu du 17 au 19 mai 2018.
« La recherche épidémiologique et clinique est unanime : les personnes migrantes et notamment primo-arrivantes, dont certaines ont vécu des violences extrêmes, à l’origine de leur départ – emprisonnement, torture, viol, agression, etc. – ou lors de leur parcours migratoire, présentent un surrisque de développer des troubles psychiques. Ces troubles sont largement aggravés par des conditions d’accueil problématiques, une législation inadaptée et la difficulté d’accès aux soins. ».
Les migrants ont rarement accès à des conditions d'accueil dignes, au détriment de leur santé mentale. Une étude internationale de 2020 basée sur 21 842 demandeurs d’asile et réfugiés dans 15 pays a montré que les TSPT et la dépression touchent 31,5 % de ces personnes et que 11 % ont des troubles anxieux et 1,5% des troubles psychotiques.

## Nouvelles formes de migration
* Réfugié écologique ou réfugié climatique : hypothétique migration humaine envisagée dans le futur, due au réchauffement planétaire.[style à revoir]
L’Organisation internationale pour les migrations (OIM) signale que les catastrophes climatiques déplacent entre 21 et 24 millions de personnes chaque année. Selon la chercheuse Alice Baillat : « Le dérèglement climatique n’est pas en soi créateur de migrations. Mais il est un multiplicateur de menaces. Il vient aggraver les tensions et s’ajouter à d’autres facteurs préexistants. Ce qui est certain en revanche, c’est que de plus en plus de personnes sont et seront amenées à se déplacer à cause des conséquences du changement climatique ».

#### Revues
- International migration review
- Forced migration review
- Journal of ethnic and migration studies
- MIGRATION
- Actes de l'Histoire de l'immigration
- Asylon(s) - La revue des deux asiles

#### Conférences
- Cycle de conférences UTLS « Déplacements, migrations, tourisme »